# Jaromir Ochęduszko
Jaromir Ochęduszko (ur. 16 maja 1912 w Mościskach, zm. 6 lipca 1987 w Warszawie) – polski dyplomata i dziennikarz, ambasador w Rumunii (1968–1973).

## Życiorys
W czasie powstania warszawskiego walczył w Śródmieściu. Wyszedł z ludnością cywilną.
Od 1934 do 1936 był wydawcą miesięcznika „Sygnały”. W latach 40. pracował jako attaché prasowy w Ambasadzie w Ankarze (według zdementowanej pogłoski, miał odmówić powrotu do kraju). W latach 1952–1957 sekretarz redakcji „Przeglądu Kulturalnego”. W latach 1957–1963 radca prawny Ambasady w Paryżu. Od 13 lutego 1968 do 15 listopada 1973 ambasador w Rumunii. W latach 1974–1981 sekretarz generalny Polskiego Komitetu do spraw UNESCO. W latach 1977–1981 członek Klubu Fair Play Polskiego Komitetu Olimpijskiego.
Syn Eugeniusza i Mieczysławy. Żonaty z Haliną Ochęduszko z domu Niedbał (zm. 1985), śpiewaczką i filolożką.
Pochowany na Cmentarzu Powązkowskim w Warszawie.

## Odznaczenia
- 1951 – Złoty Krzyż Zasługi[11]
- 1979 – Krzyż Oficerski Orderu Odrodzenia Polski[12]
- 1985 – Złota odznaka „Za długoletnią pracę” (od Stowarzyszenia Dziennikarzy PRL)[13]